# 2010年吉尔吉斯斯坦南部种族骚乱
2010年吉尔吉斯斯坦南部骚乱是一场发生在当地吉尔吉斯人和乌兹别克人之间的冲突，主要发生在奥什和贾拉拉巴德。骚乱发生于前总统库尔曼别克·巴基耶夫在4月7日被罢免之后。这场骚乱是2010年吉尔吉斯斯坦革命的一部分。暴力冲突开始于5月19日，当时在贾拉拉巴德吉尔吉斯人和乌兹别克人发生冲突，随后在6月10日蔓延至了奥什。
暴力冲突的蔓延使得俄罗斯支持的、由罗萨·奥坦巴耶娃领导的过渡政府在6月12日宣布国家进入紧急状态以控制局势。而在早些时候，乌兹别克斯坦派遣了一支规模有限的部队进入吉尔吉斯斯坦境内，但很快便撤军并向乌兹别克族难民开放边界。冲突导致420人丧生，其中绝大部分为乌兹别克人，另有80000人流离失所。

## 背景

### 苏联时期
在苏联内部重新划分行政区划之后，中亚的居民开始了一次新的民族界定。在这次界定之中，这些人自己界定自己为吉尔吉斯人、哈萨克人或者土库曼人。而不是像以前那样依照宗教信仰和所指地区来界定。那些被界定为吉尔吉斯人的人主要以游牧为生，而乌兹别克人则为定居民族。
在苏联解体后，吉尔吉斯斯坦总统阿斯卡尔·阿卡耶夫打压吉尔吉斯人的民族主义活动，支持泛伊斯兰和泛突厥主义，直到在2005年郁金香革命期间阿卡耶夫被推翻。

### 1990年暴力冲突
1990年6月，在奥什发生了吉尔吉斯人和乌兹别克人的暴力冲突。一伙吉尔吉斯人要求将一座以乌兹别克人为主的集体农场交给他们。乌兹别克族活动人士拒绝了这一要求，之后两个民族之间的冲突爆发了。乌兹别克人始终占据着上风，直到周边村庄内的吉尔吉斯人加入到冲突之中。政府随即实行紧急状态和戒严，而吉尔吉斯与乌兹别克两个加盟共和国之间的边界被关闭了。苏联军队被部署到当地以阻止暴力冲突。直到当年8月秩序才恢复稳定。官方估计死亡人数大概在300到600人 之间，非官方的数字则达到了1000人以上。

### 反乌兹别克人情绪
在吉尔吉斯斯坦南部，当地的乌兹别克人在经济领域很活跃，尤其是贸易和服务业，并且近来也在农业上表现活跃。在吉尔吉斯人看来哦，一些富裕的乌兹别克人领袖，例如 Qodirjon Botirovhave正试图将经济资本转变为政治权利，这促使了一些极为激进的民族主义思想被提了出来，例如要求乌兹别克语被列为吉尔吉斯斯坦的官方语言之一，并且议会中的一些席位专门留给乌兹别克人。吉尔吉斯人还认为乌兹别克人的资本积累换来的是吉尔吉斯人的贫穷，并且乌兹别克人通过在语言和政治自主权上呼吁获得更多的权利来破坏吉尔吉斯斯坦的统一。

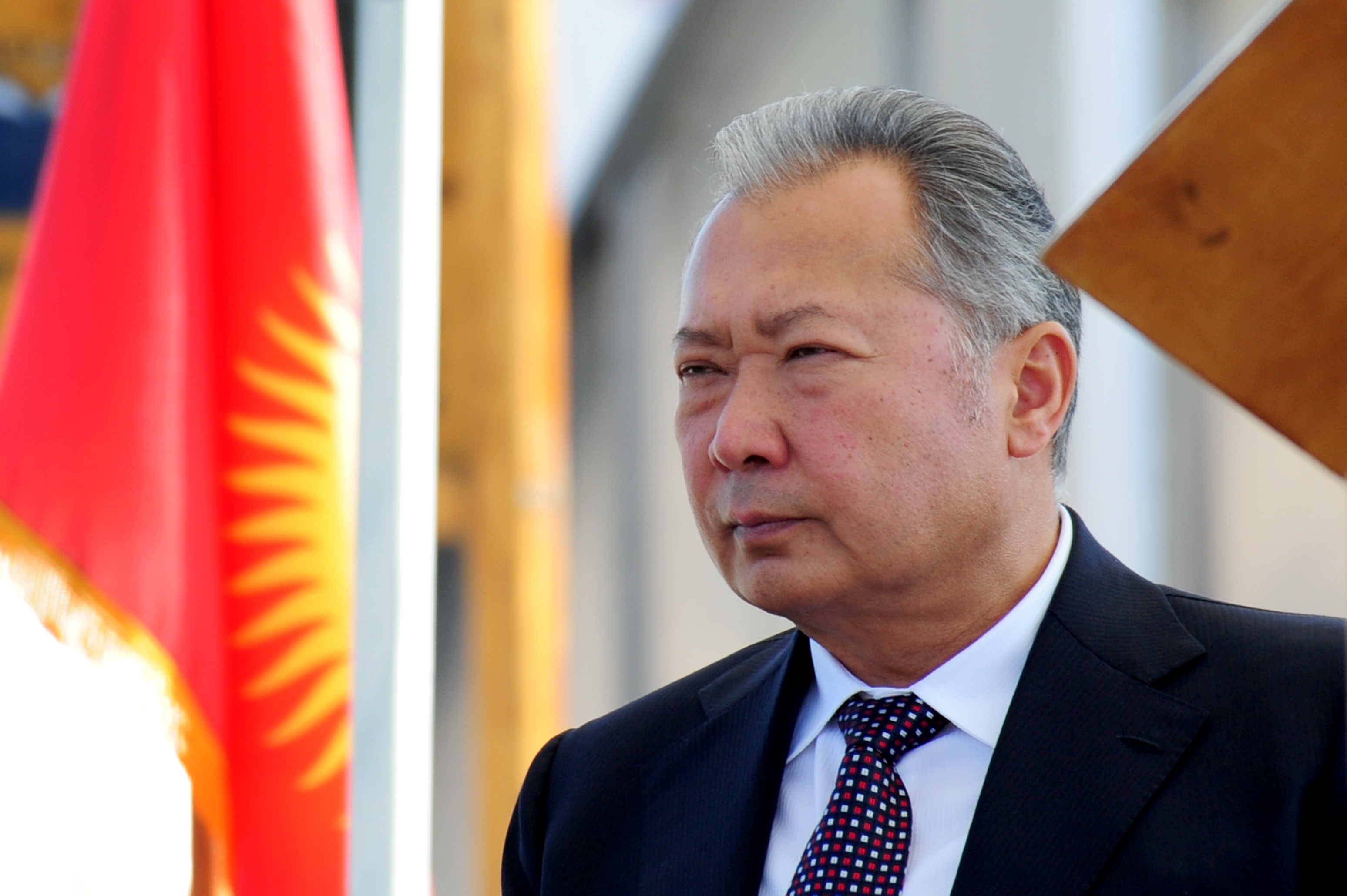
吉尔吉斯斯坦前总统库尔曼别克·巴基耶夫

与此同时，来自农村的吉尔吉斯人大量涌入城市，但他们没法找到工作以及固定住处，因此他们很容易会加入犯罪组织中去。在吉尔吉斯斯坦政府层面，政府并没有对民族问题做出过任何决议，就仿佛这些问题从来不曾存在一样。此外，事实上所有的行政管理岗位都是由吉尔吉斯人把持着。
很多乌兹别克人声称被罢免的总统巴基耶夫很偏袒吉尔吉斯人。很多吉尔吉斯斯坦南部的吉尔吉斯人坚定支持巴基耶夫，即使在他被罢免之后。目前巴基耶夫正在白俄罗斯流亡。吉尔吉斯斯坦社会民主党党首Bakyt Beshimov指出在2010年吉尔吉斯斯坦革命之后，临时政府无法控制吉尔吉斯斯坦的局势，这为骚乱的发生铺平了道路。而对于骚乱的主要原因，他认为是冷酷无情的对权利的争夺。
很多吉尔吉斯人认为他们国家的主权受到了邻国乌兹别克斯坦的威胁，而且吉尔吉斯斯坦媒体经常报道乌兹别克斯坦很渴望保护境外的乌兹别克族。乌吉两国边境有很长一段存在争议，但乌兹别克斯坦已经单方面的设立的电子栅栏。乌兹别克斯坦国家安全部门在吉尔吉斯斯坦也执行一些导致流血的情报活动。吉尔吉斯人也害怕恐怖组织“乌兹别克斯坦伊斯兰运动”的活动蔓延到吉尔吉斯斯坦。

### 可能的煽动者
有一些消息宣称这场骚乱是由外部势力精心策划的。有许多报道提到了一些有组织的枪手，头戴着滑雪面具，据信是来自邻国塔吉克斯坦。这些枪手向乌兹别克人和吉尔吉斯人两方面开枪以挑起冲突。但是吉尔吉斯斯坦的安全部队否认了这些媒体的报道。
由奥坦巴耶娃领导的过度政府宣称前总统巴基耶夫及其亲信是骚乱的幕后黑手，然而这些说法都没有证据。副总理阿尔马兹别克·阿坦巴耶夫还宣称巴基耶夫的儿子马克西姆·巴基耶夫为骚乱提供了1000万美金。
有些消息宣称俄罗斯卷入了这场骚乱，但是俄罗斯政府拒绝派部队介入骚乱，即使吉尔吉斯斯坦过渡政府向俄罗斯提出了出兵的请求。
5月14日，媒体播放了一段通过窃听得来的电话交谈，当事人是吉尔吉斯斯坦共产党领导人Iskhak Masaliyev 及其他一些政客。他们在电话中谈论了吉尔吉斯斯坦南部的有组织的大规模抗议活动。这些人当中还包括巴基耶夫的顾问Usen Sydykov。随后吉尔吉斯斯坦安全部队逮捕了Masaliyev 和Sydykov。当时Masaliyev 刚刚从莫斯科返回吉尔吉斯斯坦。这次逮捕行动引发了人们对俄罗斯政府正在吉尔吉斯斯坦制造不稳定的怀疑。
吉尔吉斯斯坦一家分析机构Kyrgyz Polis Asia Analytic Center的主管Elmira Nogoybayeva在5月指出俄罗斯及其盟友哈萨克斯坦发动了一场持续的宣传攻势来破坏吉尔吉斯斯坦政府的形象。在6月14日，欧亚问题专家Giorgi Kvelashvili指出俄罗斯的行动似乎是一个更大的阴谋的一部分。
一些国际组织并不支持这起骚乱是由外部势力策划的。根据人权观察组织的说法“吉尔吉斯斯坦南部的暴力活动在6月10日爆发，当时一大群当地乌兹别克人聚集起来，作为对一场在奥什市中心一家赌场内的一次小规模两族冲突的回应。 在6月10日晚上，当地发生了多起针对吉尔吉斯人的袭击事件并焚毁了多座建筑物。这激怒了奥什及数以千计的来自周边村庄的吉尔吉斯人。
乌兹别克斯坦怀疑俄罗斯正在利用这起骚乱来稳固其在中亚的影响力，这其中也包括乌兹别克斯坦。美国智库斯特拉特福在6月13日发表报告，声称“这场危机正在由吉尔吉斯斯坦内部的冲突演变为俄乌两国间的冲突。过去几年俄罗斯已被证明正在中亚稳固自身的权利，而在这一过程中乌兹别克斯坦是最难以控制的。“

## 骚乱爆发
在2010年5月末，数百名来自属于乌兹别克斯坦但被吉尔吉斯斯坦包围的飞地索赫（Sokh）的民众封锁了通往乌兹别克斯坦的一条主要高速公路，要求当局给予更好的安全保护，因为他们的车辆据说遭到了破坏。之后乌兹别克斯坦派遣了一支小规模的军队和警察部队进入该飞地，但在6月3日撤出了该地区。
在巴基耶夫被赶下台之后的政治混乱时期，吉尔吉斯人和乌兹别克人直接的关系变得更加紧张。暴力冲突在6月10日晚在奥什市爆发。根据很多报道的说法，两族年轻人之间在赌场内的冲突是这场大规模骚乱的开始。两派人都叫上自己的朋友来帮忙，而冲突之后持续了整晚。来自郊外的吉尔吉斯人成群结队的涌入奥什、贾拉拉巴德和其他城镇以加入两族之间的冲突。从6月11日至14日，到处都有杀戮、拷打、劫掠和针对商铺和住宅的纵火。

## 骚乱进程
在2010年6月9日至10日，在奥什市两族之间的冲突导致至少46人丧生，637人受伤，其中很多人伤势严重。据报道在当天，奥什市城内到处都有人开枪，而吉尔吉斯斯坦过渡政府宣布进入紧急状态，并派遣军队以恢复当地秩序。
6月12日，吉尔吉斯斯坦过渡政府向俄罗斯提出派兵请求以平息种族冲突，并宣称吉尔吉斯斯坦自己的军队和警察已经无法控制局势了。俄罗斯政府表示俄罗斯无法介入这件事，因为这是吉尔吉斯斯坦内部的事务。 俄罗斯总统梅德韦杰夫和中国国家主席胡锦涛许诺将会帮助吉尔吉斯斯坦临时政府恢复社会秩序。
吉尔吉斯斯坦过渡政府通过一项法令宣布部分动员预备役部队。在6月13日，吉尔吉斯斯坦征兵部门开始登记预备役人员。吉政府还授权安全部队使用致命武力和对骚乱分子格杀勿论。
6月12日至13日，国际红十字会表达了对该国日趋恶劣的人道主义局势的担忧，并呼吁吉政府尽一切可能保护该国民众、恢复社会秩序并确保尊重法制。
在6月15日早上，吉尔吉斯斯坦国家安全委员会主席Alik Orozov如下形容该国南部的局势“当地人都陷入疯狂之中，他们互相为敌。局势已经变得无法控制，这是一场真正的混乱。”
6月16日，华盛顿邮报报道在贾拉拉巴德局势有所缓和。但是，华盛顿邮报还报道“当居民被问及到底发生了什么—为什么邻里之间如此突然地陷入敌对并且变得如此残忍是，当地吉尔吉斯人和属于少数的乌兹别克人的积怨浮现了出来。这暗示着暴力冲突仍有可能死灰复燃。”华盛顿邮报还报道当地两族群众互相指责对方引起了这场冲突。在暴力冲突最严重的阶段过去之后，吉尔吉斯斯坦的军队和警察开始设立路障，并在街上开始巡逻。

## 受害者人数
冲突中准确的丧生人数可能永远无法统计出来。在2011年，一个由当地专家组成的国家委员会报道由426人丧生，其中276人为乌兹别克族，105人为吉尔吉斯人。非官方的消息报道有上千人在冲突中丧生，数千人受伤，数以万计的人沦为难民。 这些数字比官方统计出来的要高，因为政府只统计了那些死在医院的以及在冲突中被正式下葬的死者。 由于伊斯兰教法的规定，许多人在死后很短的时间内就被安葬，并没有在政府部门登记过。
根据来自乌兹别克人社区的消息指出至少700名乌兹别克人在贾拉拉巴德丧生，而奥什市的冲突还要比贾拉拉巴德市来得更为激烈。 根据当地不同来源的消息，在奥什市丧生的人数从1526人 到超过2000人。 贾拉拉巴德的市民宣称双方至少有2000人在冲突中丧生，而官方的数字太低了。“自由欧洲”广播电台乌兹别克语频道在6月16日报道自冲突爆发以来有2608名乌兹别克人丧生。奥什市的居民报道由1170具乌兹别克人的尸体在街上和废墟中被发现并被乌兹别克人团体安葬。
这场杀戮进行得很残忍，很多受害者遭到强奸并被活埋。 一些武装团伙阻止伤者接受急救。在贾拉拉巴德，人群攻击了正在救治伤者的医院。而于当地警察和军队的懈怠助长了这些暴力行径。此外，很多消息以及国际组织宣称当地的军队也普遍参与了种族冲突和劫掠。在冲突中据报道至少有5名警察丧生。
骚乱导致数千人逃离家园。根据联合国及其他组织的估计，大约四十万名难民因为骚乱而流离失所，超过111000人越过边境逃往乌兹别克斯坦。
据报道当地政府逮捕了数名乌兹别克族活动人士，因为他们试图拍摄关于骚乱的照片和录像。

## 吉安全部门作用
有很多目击者和国际组织对吉尔吉斯斯坦政府在骚乱中的作用表示怀疑。人权观察组织对骚乱进行了调查，并发布了一篇名为“正义在哪里？吉尔吉斯斯坦南部种族骚乱及其后续事件”的调查报告。这篇报道对政府宣称骚乱完全是自发的结论提出质疑，并引用了那些目击者的说法。目击者表示他们看到身着制服的人跳出装甲车并使用自动武器开火，同时还一边喊着反乌兹别克人的口号。
人权观察组织描述了针对奥什市Cheremushki、Shait-Tepe、Shark和其他一些乌兹别克人社区的袭击事件。他们引用数十名目击者的说法，描述出了一个完整的袭击模式。在很多情况下，一开始一些身着迷彩服的人乘坐装甲车抵达这些社区，之后移走那些乌兹别克居民设立的临时路障。随后一些武装分子向那些仍未离开的居民开火并赶走他们，为劫掠者清出了道路。吉尔吉斯斯坦过渡政府声称吉尔吉斯黑帮分子偷走了军服、武器和车辆用作袭击。
过渡政府授予安全部队在该国南部对骚乱分子格杀勿论的权利引发了人权观察组织的批评。对骚乱分子格杀勿论的命令导致了安全部队对很多乌兹别克人无差别的杀戮。很多消息渠道怀疑该国的安全部队参与了暴力冲突。2011年3月3日，在一篇题为“吉尔吉斯斯坦军队参与种族杀戮”的文章中，美联社指出一项国际社会针对这次种族冲突起因的调查行动得出结论：在骚乱中，该国安全部队将武器交给匪徒，这种行为意味着在骚乱中军队也是合谋。人权观察组织还报道一些安全部队牵涉到了针对乌兹别克社区的袭击中：
”… 安全部队似乎对不同民族的嫌犯有着不同的回应行动，这使得人们担心安全部队没能保护好当地的乌兹别克族并不仅仅是因为能力问题。安全部队似乎把关注都留给了乌兹别克人，即使到后来吉尔吉斯匪徒的危险愈发明显的迫在眉睫。并且安全部队只采取了很有限的行动来保护乌兹别克人。“
事发当地的警察和政府部门未能阻止事态的扩展，这被视为是奥坦巴耶娃领导下的过渡政府无法有效管理国家的证据。虽然吉尔吉斯斯坦政府指责是外部势力挑动了这次血腥骚乱，但没有证据支持这一说法。
安全部队违反人权的行为不仅仅发生在此次骚乱中，也发生在后续事件中。在骚乱被阻止之后，吉尔吉斯斯坦执法部门犯下了多次非法逮捕、虐待拘留者、殴打和侮辱当地居民等行为，在某些情况下甚至是杀人。吉尔吉斯斯坦安全部队进行了一次大扫荡，据称其目的是收缴违法武器。而“人权观察”和“大赦国际”等国际组织的调查表明该国执法部门主要针对乌兹别克人社区进行了搜查。
”在初期的暴力活动减少之后，安全部队对村庄和住宅进行了搜查行动，表面上是搜缴武器和拘捕那些犯下暴力行径的人。这些大范围的行动一直持续到6月末。有很多报道显示安全部队在这些行动中过度使用武力，并且有偏袒性针对乌兹别克人社区。人权观察组织、记者和社区领导人声称有数百人，其中主要以乌兹别克人为主，在安全部队的行动中被随意逮捕，并遭到殴打或其他虐待行为。“
人权观察组织收到数十份关于当地警方漫天要价、向被拘捕者家属索取10000美金也换取释放被拘留者的报道。安全部门的官员向被拘留者家属索要钱财以换取被拘留者释放或者使其他人免受牢狱之灾。这些被拘留者中大多数为乌兹别克人。许多被拘留者遭到虐待、恐吓和殴打。人权观察组织还报道安全部队捏造证据、使用步枪殴打民众、销毁文件、偷到财产。“许多人被单独关押在警察或安全部队的牢房中，遭到刑讯逼供，以迫使这些人承认犯罪或者将亲属、邻居、雇员或者朋友牵扯进犯罪活动中。在Nariman村的行动中，吉尔吉斯斯坦安全部队打伤39人，其中有2人在医院中伤重不治。
当局还骚扰和袭击那些为当事人辩护的律师，其中大部分当事人为乌兹别克人。律师们声称当局阻止他们看望当事人以阻止这些人，更不用说提供帮助了。
即使这场大范围的种族骚乱在激烈程度上有所减弱，但带有种族原因的袭击事件仍在该国南部继续。当局并没有有效组织袭击事件，可能是因为他们没有能力，也可能是他们不愿意阻止。人权观察组织报道有十余名民众，其中大部分是妇女。在奥什市警察部门大楼门前遭到袭击和殴打，而当时在场的有很多武装警察，但他们没有阻止这些暴力行为。当局也没有着手调查牢房内的虐待行为。吉尔吉斯斯坦首席军事检察官告诉人权观察组织在Nariman村的清剿行动之所以没有被调查是因为他认为执法部门的行动—包括最终导致两人丧生的枪击和殴打—是合法且恰当的。

## 后续事件

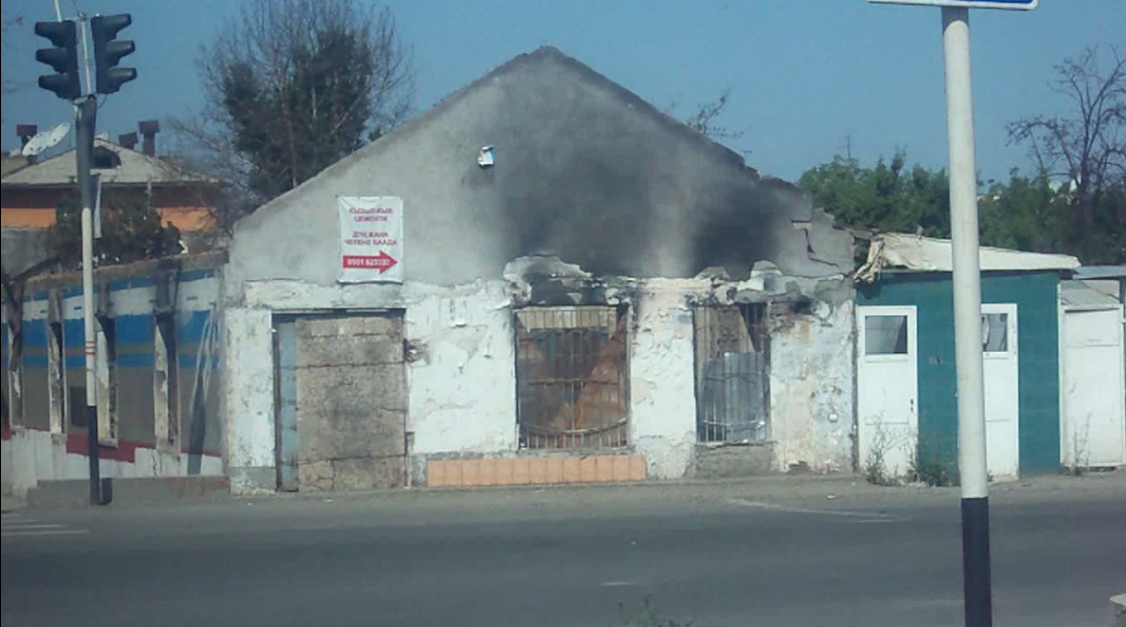
在冲突中被焚毁的建筑物，拍摄于奥什市

### 安全部队镇压行动
在骚乱之后的审判过程中，大部分被告都是乌兹别克人。在2012年年初，在那些被拘捕和被控在2010年骚乱的人中，77%是乌兹别克人。这是由于在吉尔吉斯斯坦政治圈中一支流传着这样一个理论：是乌兹别克族引发了这场骚乱。
在骚乱之后数十名当地乌兹别克族宗教和社区领袖被安全部队逮捕，其中包括记者兼人权活动人士亚森汉·阿斯科夫（Azimzhan Askarov）。在一场受到多个国际组织批评的审判中，阿斯科夫被指控煽动了大规模骚乱、煽动民族仇恨、共谋杀人并被判终身监禁。 多个国际组织声称他们相信阿斯科夫及其共同被告的遭遇是政治迫害， 而大赦国际将 阿斯科夫描述为政治犯。
2012年3月29日，国际危机组织发布了一份报告。报告称自2010年骚乱以来，当地的吉尔吉斯人和乌兹别克人之间的紧张关系持续增加。“这种情况主要是由于吉尔吉斯斯坦政府无视这种情况，并且该国南部的领导人的一些反乌兹别克人的政策。”报告指出当地如今表面上的平静并不意味着两族之间的关系已经平复。根据国际危机组织的说法，除非政府系统地处理这一问题，未来将会爆发新的民族冲突。
根据该组织的报告，与普遍的看法相反，这场骚乱不仅仅只是由于那些残忍、缺乏教育并且失业的年轻人和腐败的政客所导致的。事实上，即使那些或多或少受过教育的中产阶级吉尔吉斯人也没有客观、平和的态度。 在吉尔吉斯斯坦南部很少有人会去挑战人们普遍的看法，大家都认为乌兹别克人是一群危险的外来人。 在该国南部，即使是那些受过教育的活动人士和专业人士也认为是乌兹别克人自己导致自己遭受的灾难。很少由吉尔吉斯人承认在南部乌兹别克人遭受的歧视和羞辱是不可接受的。他们拒绝接受独立国际调查委员会的观点。这些观点揭示了武器（大部分是自动步枪）是如何被分发给吉尔吉斯人，并且装甲车在没有任何抵抗的情况下被吉尔吉斯暴徒劫走并最后被用作攻击乌兹别克人社区。
在骚乱之后，当地的乌兹别克人遭受了非法逮捕、敲诈和严刑逼供。联合国酷刑问题特别调查员,胡安·门德斯在2011年12月发表了一份报告。在报告中他写道：“在针对2010年骚乱的仍在进行的调查中存在许多违反人权的行为，即使在最近几个月也没有减弱。”

### 梅尔扎克马托夫崛起
在骚乱之后，在吉尔吉斯斯坦南部出现了一个新的领导集体。一名公开发表民族主义言论的政治人物、奥什市市长梅里斯·梅尔扎克马托夫开始在南部作为一名很有影响力的政治人物进入人们眼中，而此人是在巴基耶夫时期接受其委任的。梅尔扎克马托夫及其他一些民族主义分子成立了“故乡党”，该党派在2010年吉尔吉斯斯坦议会选举中赢得了120个议席中的28席。该党派起初发动了一场运动，旨在终止新宪法的推出并使前总统巴基耶夫停止流亡回到吉尔吉斯斯坦。
梅尔扎克马托夫是一名民族主义分子，公开拥护那些“吉尔吉斯人至上”的政策。 在他的政治活动中，他基本无视比什凯克作为吉尔吉斯斯坦的首都的地位。这种情况即使在2011年12月来自北方的、普遍被认为是中立人士的阿尔马兹别克·阿坦巴耶夫被选举为吉尔吉斯斯坦总统后也没有发生改变。据报道阿坦巴耶夫政府的高级官员“对南部紧张局势表示焦虑，但他们无法影响当地的局势”。
2011年年末，梅尔扎克马托夫同时用吉尔吉斯语和俄语发表了一部名为《寻求真相，奥什市的悲剧：文件、事实、诉求和宣言》的书籍。在书中他表达了对这起骚乱的个人观点。在书中他表达了一些反乌兹别克人的观点，并将乌兹别克人描述为一群分离主义者并且强调“那些非吉尔吉斯族的公民必须明白他们未来的地位将是从属于吉尔吉斯人的。”
在他的书中，梅尔扎克马托夫对骚乱的一些值得怀疑的观点。“许多细节都是可疑的，而关键证据却又丢失了。针对乌兹别克人的袭击缺乏目击者，并且乌兹别克人的损失也缺乏论证。” 根据梅尔扎克马托夫的说法，吉尔吉斯人被乌兹别克人打得措手不及，而乌兹别克人“武装到了牙齿”，但乌兹别克人的袭击被梅尔扎克马托夫以及其他一些受吉尔吉斯族传说“玛纳斯”鼓舞的吉尔吉斯人挫败了。

### “故乡党”崛起
在冲突中，美国、乌兹别克斯坦和俄罗斯站在乌兹别克人这一边，这使得在吉尔吉斯斯坦流传了一些阴谋论。吉尔吉斯人的民族主义政党“故乡党”将这起种族冲突的原因归咎于吉尔吉斯斯坦政府没能使当地少数民族，例如乌兹别克人尊重吉尔吉斯人的语言和文化。

### 削弱乌兹别克语
在骚乱之后，吉尔吉斯斯坦政府开始采取措施将公众生活中的乌兹别克语清除出去。在吉尔吉斯斯坦全国范围内，乌兹别克人的学校被迫将教学语言改为吉尔吉斯语。在公共场所内的乌兹别克语标志都被移除，而乌兹别克语的电视台和广播都被勒令关闭。
在梅尔扎克马托夫的领导下，在奥什市建立了一座纪念钟以纪念这场骚乱。虽然冲突是在乌兹别克族和吉尔吉斯族之间爆发的，但钟上呼吁和平的铭文是用吉尔吉斯语、英语和俄语撰写的，并没有乌兹别克语。

## 国际调查委员会
在吉尔吉斯斯坦政府的要求下，一个针对这起骚乱的独立调查委员会在2010年6月被成立，以研究和回报这起种族冲突。这个独立国际调查委员会由北欧国家主导，并且被奥通巴耶娃总统接受。委员会成员包括来自芬兰、澳大利亚、爱沙尼亚、法国、俄罗斯、土耳其和英国的专业人士。委员会在2011年3月发表英文和俄文版报告。这份报告参考了将近750名目击者、700份文件、大约5000张照片和1000份录像。
委员会报告显示在冲突中有大量违反国际准则的行为，其中一些可以被视为反人类罪。报告批评了由奥通巴耶娃领导的过渡政府在阻止冲突上“不称职且优柔寡断”。 委员会指出了武器（大部分是自动步枪）是如何被分发给吉尔吉斯人，并且装甲车在没有任何抵抗的情况下被吉尔吉斯暴徒劫走并最后被用作攻击乌兹别克人社区。
委员会的结论激怒并警告了吉尔吉斯斯坦政府，而该国议会成员宣布该委员会主席，同时也是欧安组织中亚问题特别代表Kimmo Kiljunen博士为“不受欢迎人士”。
委员会依照国际准则评估了冲突中的行为并写道：
“依照委员会的观点，冲突中的行为既不构成战争罪也不能算作种族清洗。但是，如果一些关于发生于6月11日、12日和13日、针对奥什市乌兹别克人社区的某些袭击行为的证据在法院上被提供并且无合理疑点的话，这些行为可以被视作反人类罪行。这些行为包括针对某个特定种族谋杀、强奸、其他形式的性暴力、躯体暴力和迫害。
委员会指出如果安全部队能够得到有效命令且部署合理的话，这些暴力行为可以被阻止。“安全部队成员未能保住自己的武器使得人们有理由怀疑安全部队是否为骚乱的直接或间接共谋者。此外，一些军队的成员参与了针对乌兹别克人社区的袭击行动。”委员会建议吉尔吉斯斯坦政府采取有力措施消除种族主义和排外主义，并且呼吁建立一个真相与和解委员，并且国际社会应当对这些建议的执行进行跟进。但是，鉴于吉尔吉斯斯坦政府对报告结果感到愤怒，这些建议和意见不太可能被采纳和执行。有趣的是，这与政府在一开始支持成立委员会的态度截然相反。

## 促进和解的努力
在骚乱过后，多个国际组织和非政府组织，例如欧安组织、联合国和美国国际开发署支持在吉尔吉斯斯坦南部发生骚乱的地区进行努力，促进民族和解。
自2010年11月以来，欧安组织通过建立“社区安全倡议（Community Security Initiative ，CSI）”来帮助吉尔吉斯斯坦警方改进他们的行为。 CSI的主要目的是“增加警察对人权的尊重和保护。并通过类似促进警察队伍多民族化等措施建立执法机构和社区之间的信任。”
CSI的工作是通过与欧安组织旗下的“警察改革计划”和少数民族事务高级专员合作来进行的。该项目还与很多吉尔吉斯斯坦国家机关及其成员展开合作，包括议会督察专员、检察总长、监狱部门、内务部、司法部和卫生部。
作为项目的一部分，欧安组织向吉尔吉斯斯坦多个地区派遣了非武装的警察顾问。在2011年7月，欧安组织援建了数十个机动警察受理中心并捐助了一些带有基本装备的面包车，以帮助重建并增强在发生骚乱地区的警力。